# Çankırı (district)
Çankırı is een Turks district in de provincie Çankırı en telt 80.748 inwoners (2007). Het district heeft een oppervlakte van 1347,1 km². Hoofdplaats is Çankırı.
De bevolkingsontwikkeling van het district is weergegeven in onderstaande tabel.
| 1997   | 2000   | 2007   |
| ------ | ------ | ------ |
| 73.296 | 78.638 | 80.748 |